# توماس بيرسيفال لانكستر
توماس بيرسيفال لانكستر هو سياسي كندي، ولد في 18 يوليو 1877، وتوفي في 10 أكتوبر 1968 في كندا. حزبياً، نشط في حزب أونتاريو المحافظ التقدمي. وقد انتخب عضو برلمان مقاطعة أونتاريو.